# Азиатские кошачьи акулы
Азиатские кошачьи акулы, или гемисциллиевые (лат. Hemiscylliidae) — семейство акул отряда воббегонгообразных. Они встречаются в тропических широтах, на мелководье индо-тихоокеанского региона. В семейство входят 2 рода и 17 видов. Это небольшие акулы, длина которых не превышает 121 см. У них удлинённое цилиндрическое тело, короткие усики и крупные брызгальца. Эти медлительные хищники питаются донными беспозвоночными и небольшими костистыми рыбами. Несмотря на то, что их часто содержат в аквариумах, биология изучена плохо. По крайней мере некоторые виды размножаются, откладывая на дно яйца, заключённые в овальные яичные капсулы. Представляют интерес для коммерческой аквариумистики.
Название семейства происходит от слов др.-греч. ἡμι- — «полу-» и Σκύλλα — «акула».

## Классификация
Chiloscyllium J. P. Müller & Henle, 1837 — Азиатские кошачьи акулы (род), или акулы-кошки
- Chiloscyllium arabicum Gubanov, 1980 — Персидская кошачья акула
- Chiloscyllium burmensis Dingerkus & DeFino, 1983
- Chiloscyllium caerulopunctatum Pellegrin, 1914 — Мадагаскарская кошачья акула
- Chiloscyllium griseum Müller & Henle, 1838 — Серая кошачья акула
- Chiloscyllium hasseltii Bleeker, 1852
- Chiloscyllium indicum (Gmelin, 1789) — Азиатская кошачья акула, или индийская кошачья акула
- Chiloscyllium plagiosum (Bennett, 1830) — Белопятнистая кошачья акула
- Chiloscyllium punctatum Müller & Henle, 1838 — Коричневополосая кошачья акула

Hemiscyllium J. P. Müller & Henle, 1837 — Индоавстралийские кошачьи акулы
- Hemiscyllium freycineti (Quoy & Gaimard, 1824) — Индонезийская кошачья акула
- Hemiscyllium galei Allen & Erdmann, 2008
- Hemiscyllium hallstromi Whitley, 1967 — Эполетная кошачья акула
- Hemiscyllium halmahera Allen, Erdmann & Dudgeon, 2013
- Hemiscyllium henryi Allen & Erdmann, 2008
- Hemiscyllium michaeli G. R. Allen & Dudgeon, 2010
- Hemiscyllium ocellatum (Bonnaterre, 1788) — Глазчатая кошачья акула
- Hemiscyllium strahani Whitley, 1967 — Новогвинейская кошачья акула
- Hemiscyllium trispeculare Richardson, 1843 — Североавстралийская кошачья акула

### Эволюционная история
Древнейший известный (по состоянию на 2020 год) вид гемисциллиевых — Mesiteia emiliae из сеноманских отложений (около 100—94 млн лет). Эволюционные линии двух современных родов разделились, судя по молекулярным данным, 60—30 млн лет назад.
Некоторые другие ископаемые виды:
- †Acanthoscyllium sahelalmae (Pictet & Humbert, 1866)
- †Almascyllium cheikeliasi (Signeaux, 1949)
- †Chiloscyllium broenirnani Casier, 1958
- †Hemiscyllium bruxelliensis Herman, 1977
- †Mesiteia daimeriesi (Herman, 1973)
- †Pseudospinax heterodon Underwood & Mitchell, 1999